# Istmo de Ofqui

Mapa do local do istmo de Ofqui

O istmo de Ofqui é um pequeno e estreito istmo que liga a península de Taitao com a zona continental, na Região Aysén del General Carlos Ibáñez del Campo, no Chile.
Limita a sul com o golfo de Penas, a norte com a lagoa de San Rafael, a oeste com a península de Taitao e a leste com o Campo de gelo do norte da Patagónia.
Geologicamente, o istmo de Ofqui marca o fim da Depressão Intermédia (que tinha submergido no golfo de Reloncaví) e da falha Liquiñe-Ofqui. Além disso, fica perto da tripla junção do Chile entre as placas Sul-americana, de Nazca e Antártica.
Existe um projeto de construção de um canal no local.

## No presente
Há vários projetos de crescimento dentro do Istmo, entre os quais a pretendida via fluvial.